# Middenbok

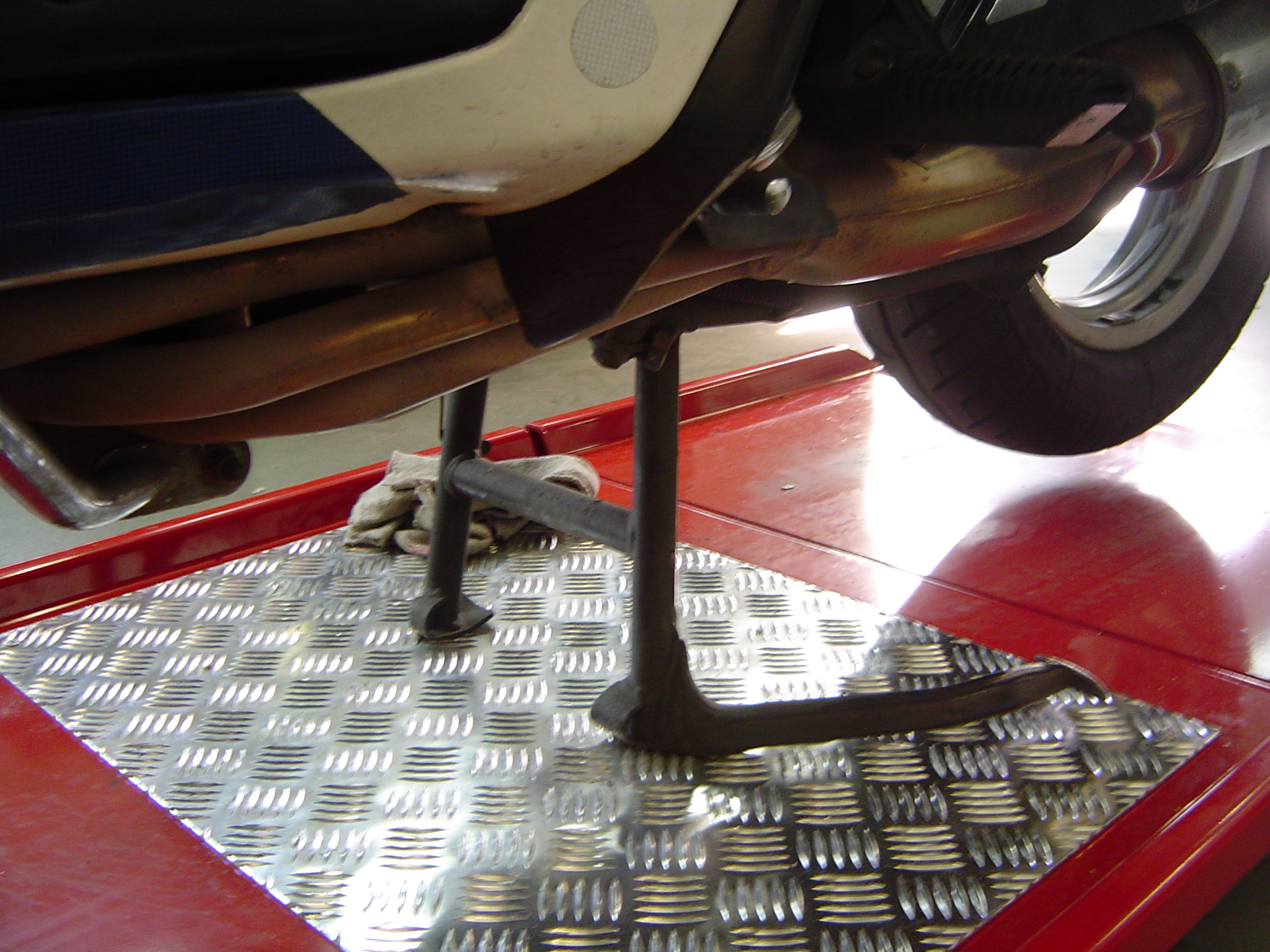
Een middenbok maakt het onderhoud aan een motorfiets aanmerkelijk eenvoudiger

Een middenbok is een standaard midden onder een motorfiets, waar de motorfiets op “getild” moet worden.
Om dit te vereenvoudigen wordt er door ontwerpers naar gestreefd de middenbok ongeveer bij het zwaartepunt (het midden) van de motorfiets te plaatsen. 
De middenbok wordt de laatste jaren vaak weggelaten (gewichtsbesparing), waardoor bijvoorbeeld het kettingonderhoud, oliepeilen en het controleren en wisselen van banden zeer problematisch wordt.

## Paddock stand
Als alternatief kan bij het ontbreken van een middenbok een paddock stand worden gebruikt. De paddock stand is een standaard die de achtervork aan de rechterkant optilt. Doordat de motor links op de jiffy steunt komt het achterwiel los van de grond.

## Tip
Een lekke achterband ontstaat vaak doordat een plat liggend scherp voorwerp (spijker of schroef) door het voorwiel omhoog wordt gegooid en vervolgens met de punt omhoog de achterband treft. Een kleine spatlap aan de middenbok vangt het voorwerp voortijdig op. 